# Kobieta Adama
Kobieta Adama (ang. Adam's Woman) – film dramatyczny z 1970 roku.

## Treść
XIX wiek. Adam, młody Amerykanin zostaje niesłusznie oskarżony o współudział w zabójstwie. Zasądzona początkowa kara śmierci zostaje cofnięta i Adam zostaje wygnany na 21 lat do karnej kolonii w Australii. Jego przybycie staje się doskonałą okazją do urzeczywistnienia planu gubernatora prowincji, zgodnie z którym imigranci mogą się osiedlić pod warunkiem zawarcia związku małżeńskiego. Adam postanawia skorzystać z tego programu i wybrać żonę spośród więźniarek. Jego wybór pada na młodą Irlandkę - Bess. Adam liczy na to, że jako osadnikowi łatwiej będzie mu zbiec. Jednak wkrótce zakochuje się w Bess.

## Obsada
- Beau Bridges (Adam),
- Jane Merrow (Bess),
- John Mills (Sir Philip MacDonald),
- James Booth (Dyson),
- Andrew Keir (O'Shea),
- Tracy Reed (Duchess),
- Peter O'Shaughnessy (Barrett),
- John Warwick (Croyden),
- Harry Lawrence (Muir),
- Katy Wild (Millie),
- Mark McManus (Nobby),
- Harold Hopkins (Cosh),
- Doreen Warburton (Fat Anne),
- Clarissa Kaye-Mason (Matron),
- Peter Collingwood (Chaplain).